# Der Schildkrötenerzieher
Das heute als Der Schildkrötenerzieher (türkisch Kaplumbağa Terbiyecisi) bekannte Gemälde des türkischen Malers Osman Hamdi Bey aus dem Jahr 1906 gilt als das berühmteste Gemälde in der Türkei. Bei seiner Erstausstellung in Paris trug es den Namen L'homme aux tortues (Der Mann mit den Schildkröten), seinen heute geläufigen Namen erhielt das Bild erst nach dem Tod des Malers. Das Gemälde befindet sich seit 2004, als es für rund 3,5 Millionen US-Dollar als teuerstes Gemälde der Türkei ersteigert wurde, im Pera-Museum in Istanbul.

## Bildbeschreibung
Das in Öl auf Leinwand gemalte Bild hat Ausmaße von 221,5 cm Höhe × 120 cm Breite. Im Bildvordergrund steht ein Mann mit Vollbart in einem roten einteiligem Gewand und gelb-violetter Kopfbedeckung in einem Innenraum leicht nach vorne gebeugt, den Blick in Richtung Boden gerichtet. Auf dem Fliesenboden sind insgesamt fünf Schildkröten um den Mann zu sehen, drei Schildkröten haben sich vor dem Mann aufgestellt, zwei sind rechts von ihm am Bildrand zu sehen und scheinen sich auf ihn zuzubewegen. Auf dem Fußboden sind Salatblätter als Futter verstreut. Der Mann hält eine sechslöchrige Nay-Flöte hinter seinem Rücken. Über die linke Schulter trägt er einen Riemen, mit dem eine Trommel und ein Trommelschlägel verbunden sind. Im Hintergrund ist ein mit aufwendigen Wandmalereien und blauen Kacheln geschmückter Raum zu erkennen. Durch ein Bodenfenster im Erker kommt Tageslicht in den Raum. Einige der Kacheln sind beschädigt, der Mauerputz im Raum und an der Erkerwand bröckelt. Am oberen Bildende, auf einer Wandkachel über dem Erker, befindet sich eine arabische Inschrift mit dem Text: „Die Heilung der Herzen ist, den Geliebten zu treffen“ (arabisch شفاء القلوب لقاء المحبوب, DMG šifāʾ al-qulūb liqāʾ al-maḥbūb). Das Bild ist in der rechten unteren Ecke signiert und auf das Jahr 1906 datiert.

## Entstehungskontext und Veröffentlichung

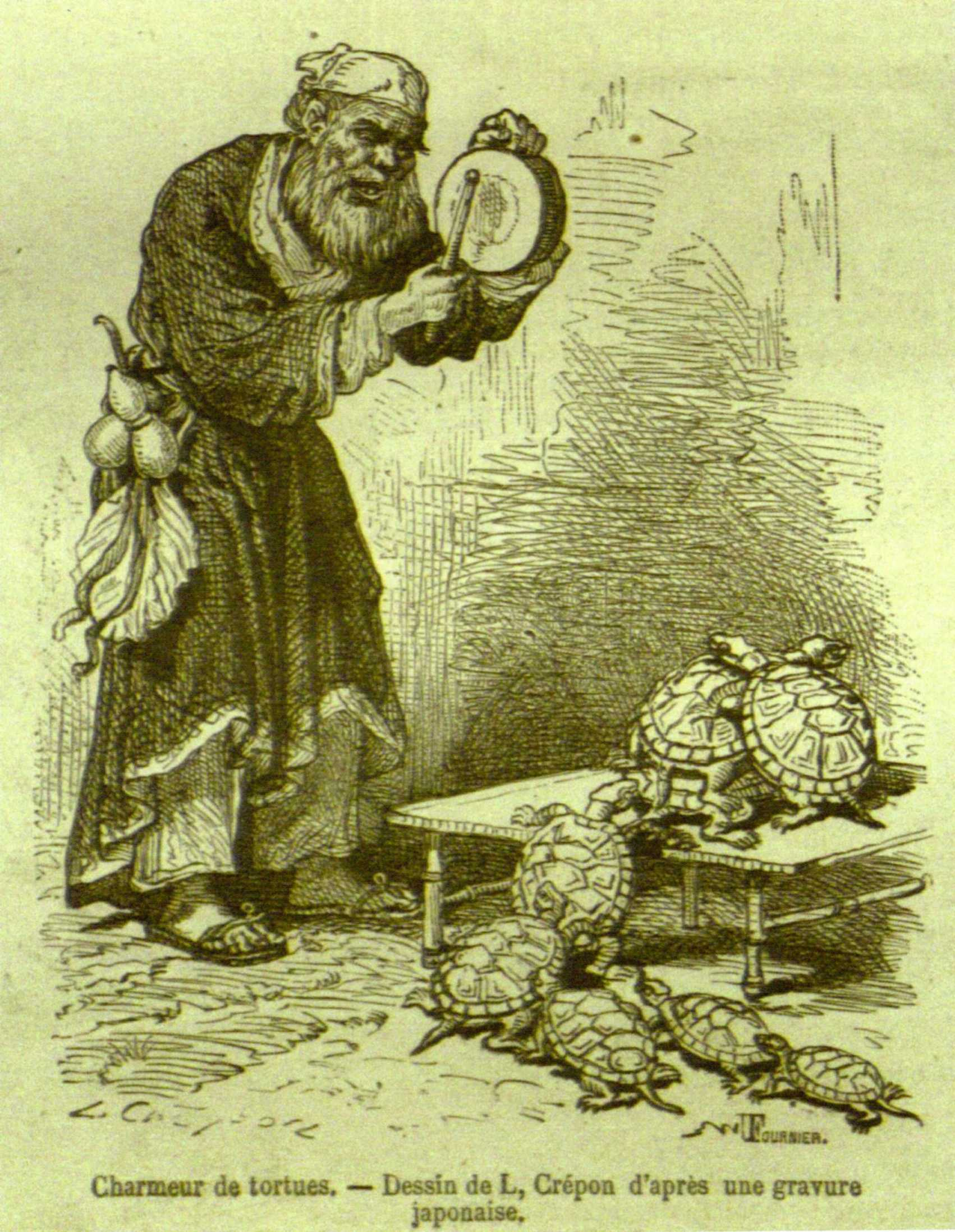
Charmeur de tortues

Hamdi Bey hat sich beim Bild Der Schildkrötenerzieher möglicherweise von einem auf einer japanischen Gravur basierenden Druck, der 1869 in der französischen Zeitschrift Le tour du monde abgebildet war, inspirieren lassen.  Diese Abbildung Charmeur de tortues von L. Crépon stellt einen Mann dar, der Schildkröten mit seiner Trommelmusik „beschwört“.
Hamdi Bey reichte sein Bild, das im Malstil als Hommage an die französische Salonmalerei gilt, beim Pariser Salon ein, wo es 1906 erstmals ausgestellt wurde. Dort trug es den Titel L’homme aux tortues (= der Mann mit den Schildkröten) bzw. auf Englisch schlicht Tortoises (= Schildkröten). 1907 wurde das Bild in Berlin ausgestellt.
Erst 1912, zwei Jahre Osman Hamdi Beys Tod, fand das Bild den Weg in die osmanische Öffentlichkeit in Form einer Schwarz-Weiß-Abbildung des Gemäldes in der Zeitschrift Osmanli Ressamlar Cemiyeti Gazetisi (Zeitschrift der Gesellschaft osmanischer Maler). Dort erhielt es den türkischen Titel Kaplumbağa Mürebbisi (= Der Schildkrötenfütterer), während es zugleich den früheren französischen Titel L’homme aux tortues beibehielt.1915 erhielt das Bild auf Englisch den Namen Tortoise Trainer, unter dem es bis heute auf Englisch bekannt ist. In einem auf Französisch verfassten Brief des britischen Malers Edward Poyntier schrieb dieser an Hamdi Bey, er habe die Fotografie seines Bildes charmeur de tortues erhalten. Allerdings ist kein Nachweis erhalten, dass das Bild zu diesem Zeitpunkt offiziell so geheißen habe. Der Inhaber des Briefes, der türkische Historiker Edhem Eldem, der sich intensiv mit dem Bild und dem Malter beschäftigt hat, vermutet, dass Poyntier das Bild so interpretiert habe oder – was Eldem für unwahrscheinlicher hält – Hamdi Bey das Bild gegenüber Poyntier so genannt habe.

## Interpretationen
Der dargestellte Ort ist möglicherweise im Obergeschoss der Grünen Moschee in Bursa. Die dargestellte Person, die meist als Derwisch interpretiert wird, basiert nach allgemeiner Annahme auf Hamdi Bey selbst.
Edhem Eldem schreibt, das Bild sei erst durch den Verkauf des Gemäldes 1990 und vor allem seit seinem Verkauf als teuerstes Gemälde der Türkei 2004 in das Interesse der Fachwelt gerückt. Die Kunsthistorikerin Wendy M. K. Shaw interpretierte das Gemälde als eine Metapher für Osman Hamdi Beys Rolle als Intellektueller und Staatsmann des Osmanischen Reiches, der als Verantwortlicher für das archäologische Erbe vergeblich versuchte, der osmanischen Öffentlichkeit und Verwaltung die symbolische Bedeutung des von ihm gegründeten Archäologischen Museums Istanbul für das osmanische Reich zu deutlich zu machen. Das Pera-Museum zeigte für einige Zeit eine ähnliche Sichtweise auf seiner Webseite und interpretierte die Bildaussage dahingegend, der Derwisch trainiere die dickschaligen, trägen Schildkröten, nicht durch Gewaltanwendung, sondern durch Kunst, namentlich durch das Spiel der Ney und Nakkare. Eine ähnliche Interpretation wurde von Semra Germaner und Zeynep İnankur in ihrer Studie Constantinople and the Orientalits vorgetragen. Nach Germaner und İnankur kann das Bild als eine Metapher für die Hürden gelesen werden, die Hamdi Bey in seiner Arbeit bei der Gründung des Archäologischen Museums Istanbul, der Schule der schönen Künste, bei der Gesetzgebung bezüglich osmanischer Antiquitäten und allgemein durch den Widerstand der osmanischen Gesellschaft gegenüber Veränderung angetroffen habe.
2009 veröffentlichte Eldem einen Artikel, in dem er seine Vermutung äußerte, Osman Hamdi Bey habe für seine Darstellung des Schildkrötenerziehers Inspiration aus der Darstellung des Charmeur de tortues gefunden, die 1869 in der Reisezeitschrift Le Tour du Monde veröffentlicht worden war. Wendy Shaw akzeptierte die von Eldem vorgeschlagene Inspiration als wahrscheinlichen Einfluss auf das Bild. Jedoch sieht sie in dem Bild weiterhin eine Metapher und sieht im Schildkrötenerzieher eine Übertragung der Kritik des durch den Charmeur de tortues illustrierten Artikels. In diesem kritisiere der Autor des Artikels, der Schweizer Aimé Humbert, den fehlenden Fortschritt in Japan. Hamdi Bey übertrage diese Kritik, die sich auch in der Illustration ausdrücke, in den Kontext des osmanischen Reichs. Schildkröten gehörten nicht in eine Moschee. Sie seien hartnäckig und nicht trainierbar und reagierten nicht auf die Instrumente, die dem Derwisch zur Verfügung stehen. Die dargestellte Figur und der Künstler Hamdi Bey stellen demnach für Shaw eine geduldige Haltung gegenüber der Religion dar.
Eldem sieht keine historisch nachweisbare Grundlage für diese weit verbreitete Interpretation des Bildes. Da alle Interpretationen, die in dem Bild eine Metapher auf die Trägheit des osmanischen Reiches sehen, auf dem heute gebräuchlichen aber erst nach dem Tod des Urhebers nachweisbaren Namen Kaplumbağa Terbiyecisi (= Der Schildkrötenerzieher) basieren, schreibt Eldem, dass es keinen historisch validen Hinweis darauf gibt, dass Hamdi Bey das Bild als eine Allegorie über Bildung und Unterricht verstanden wissen wollte.

## Einordnung in das Gesamtwerk Hamdi Beys

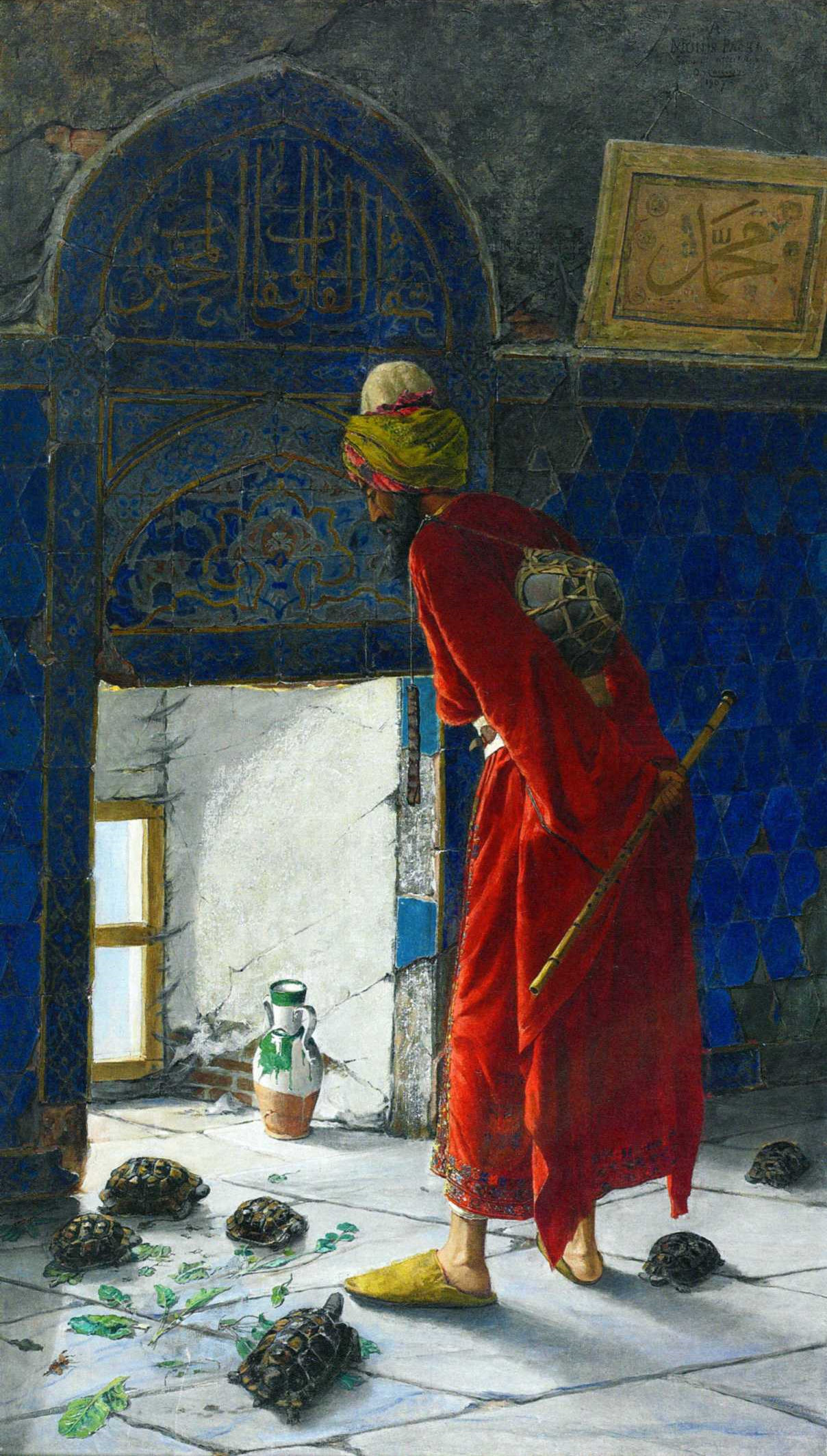
Der Schildkrötenerzieher (Zweite Version, 1907)

1907 malte Hamdi Bey eine zweite, geringfügig veränderte Fassung des Motivs. Auf der linken Seite ist in dieser Version eine zusätzliche Schildkröte zu sehen. Im Fenstererker steht zusätzlich ein Tonkrug, an der Wand ist neben der Kalligraphie auch eine in Gold gefasste Ligatur des Namens des muslimischen Propheten Mohammed. Diese Version trägt eine handschriftliche Widmung des Malers für Ahmed Muhtar Pascha.
Eldem stellt Hamdi Beys Schildkrötenerzieher in eine Reihe seiner Gemälde im Stil des Orientalismus, die er als Hamdi Beys letzte Phase der künstlerischen Entwicklung beschreibt. Es handelt sich um acht Motive in insgesamt zwölf Bildern, entstanden zwischen 1901 und 1908, die jeweils eine zentrale Figur in orientalischer Kleidung darstellen, umgeben von typischen islamischen Objekten in einem erkennbar islamischem aber nur teilweise sichtbarem Interieur. In diesen Bildern seiner letzten Schaffensperiode malte Hamdi Bey, wie auch beim Schildkrötenerzieher, immer wieder sich selbst (teilweise auch mehrfach in einem Bild) oder Mitglieder seiner Familie. Weitere sich wiederholende Elemente sind Risse in den Wänden, (zerbrochene oder fehlende) Fliesen und Kalligraphien. Für einige dieser Bilder bestehen fotografische Vorlagen der Figuren in Form von fotografischen Selbstporträts. Einige Posen erscheinen immer wieder in verschiedenen Versionen. Es ist eine Skizze des Malers von 1908 überliefert, in der er die zentrale Figur des Schildkrötenerziehers mit den beiden Figuren seines 1908 zum ersten Mal ausgestellten Bildes Le tranchant du cimeterre (Die Schärfe des Säbels, heute vor allem bekannt als Arms Dealer oder Weapons Merchant – der Waffenhändler) in eine Komposition stellte.
Eldem hält die Möglichkeit für plausibel, dass Hamdi Bey ein Genre-Maler war, der ästhetisch ansprechende Szenen darzustellen versuchte und dabei Figuren und andere Elemente immer wieder wiederholte und in neue Bilder einbaute. Ähnlich wie bei der Benennung des Schildkrötenerziehers sieht Eldem auch in der unhinterfragten Übernahme postumer Benennungen weiterer Bilder die Gefahr, eine scheinbar intendierte Bildaussage aus den Bildnamen herauszulesen, von denen keine Verbindung zum Urheber der Bilder, Osman Hamdi Bey, nachweisbar ist.

Weitere Selbstdarstellungen im Stil des Orientalismus (mit Titel der Erstausstellung)
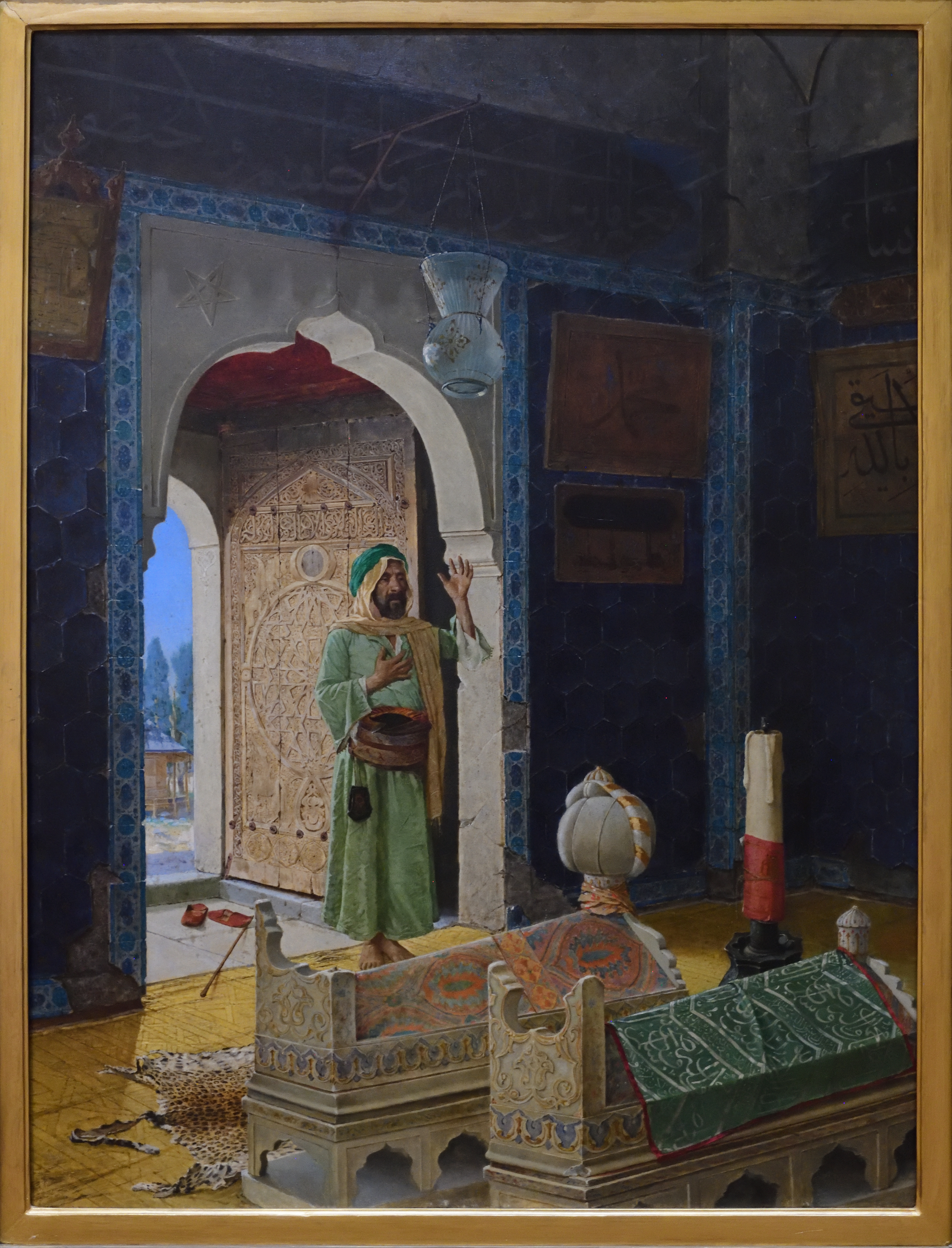
Derviche au turbey des enfants (Derwisch am Grab von Kindern), 1903
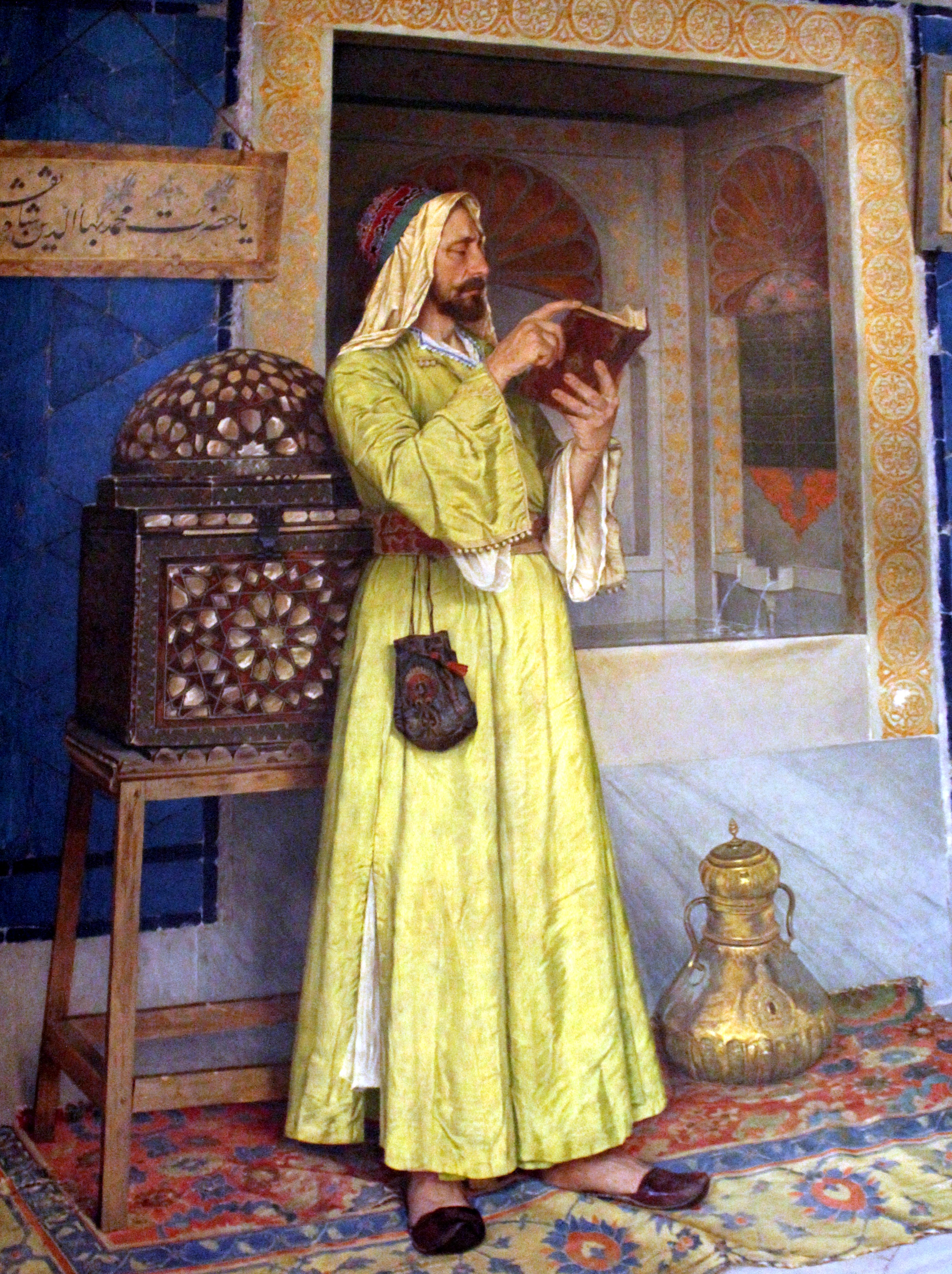
La fontaine miraculeuse (Der Wunderbrunnen), 1904
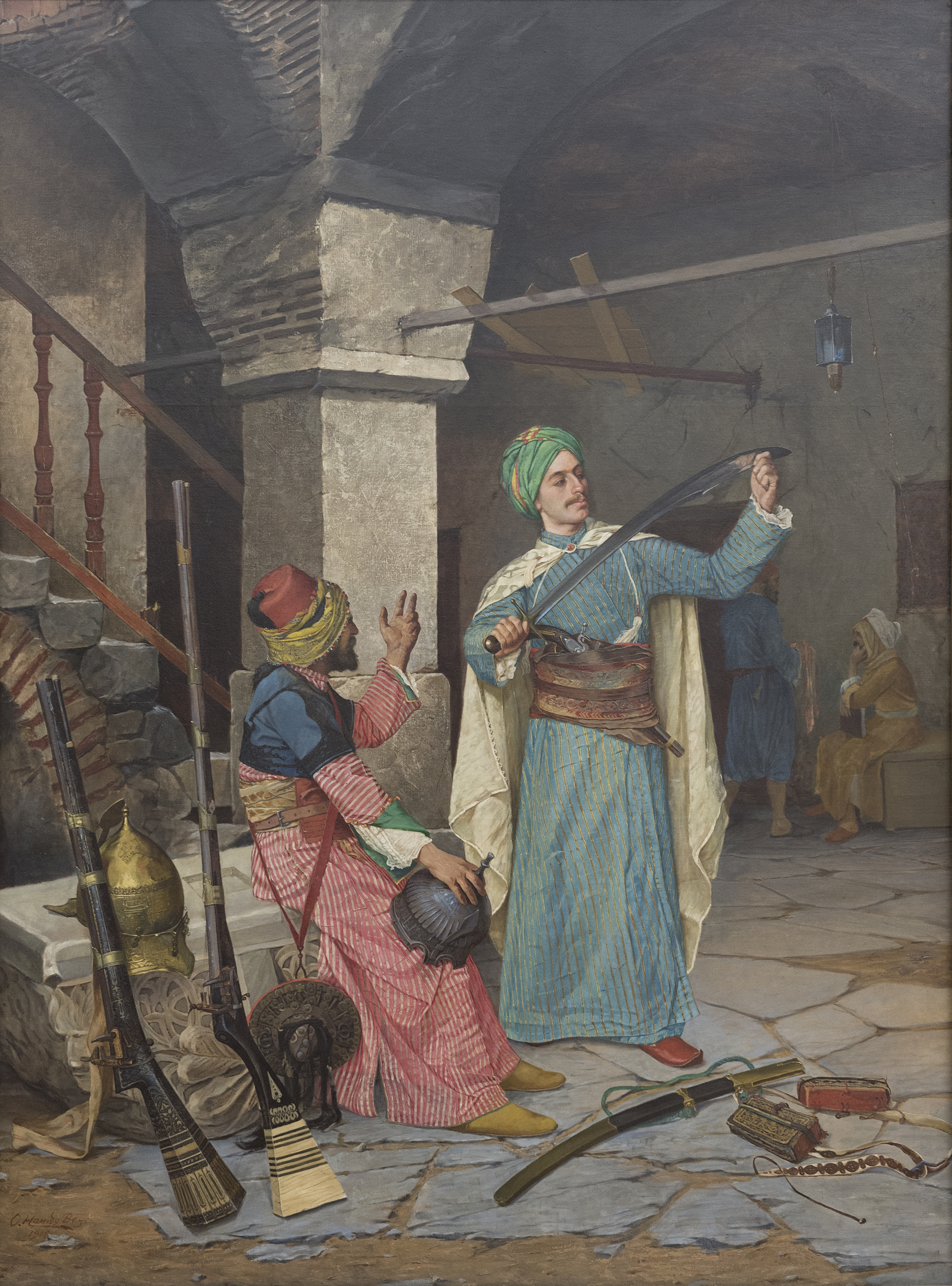
Le tranchant du cimeterre (Die Schärfe des Säbels), 1908

Die erste Selbstdarstellung Hamdi Beys in seinen Bildern stammt von 1890, als er sich im als Green Mosque of Bursa bekannten Bild gleich zweimal darstellte und – wie der heute geläufige Titel verrät – bereits damals wie im Bild Der Schildkrötenerzieher das Innenleben der Grünen Moschee in Bursa darstellte. Bereits zehn Jahre früher (1880) malte Hamdi Bey zwei junge Frauen, die an gleicher Stelle (mit leicht abgewandeltem Interieur) Musikinstrumente spielen.

Weitere Darstellungen der Grünen Moschee in Bursa
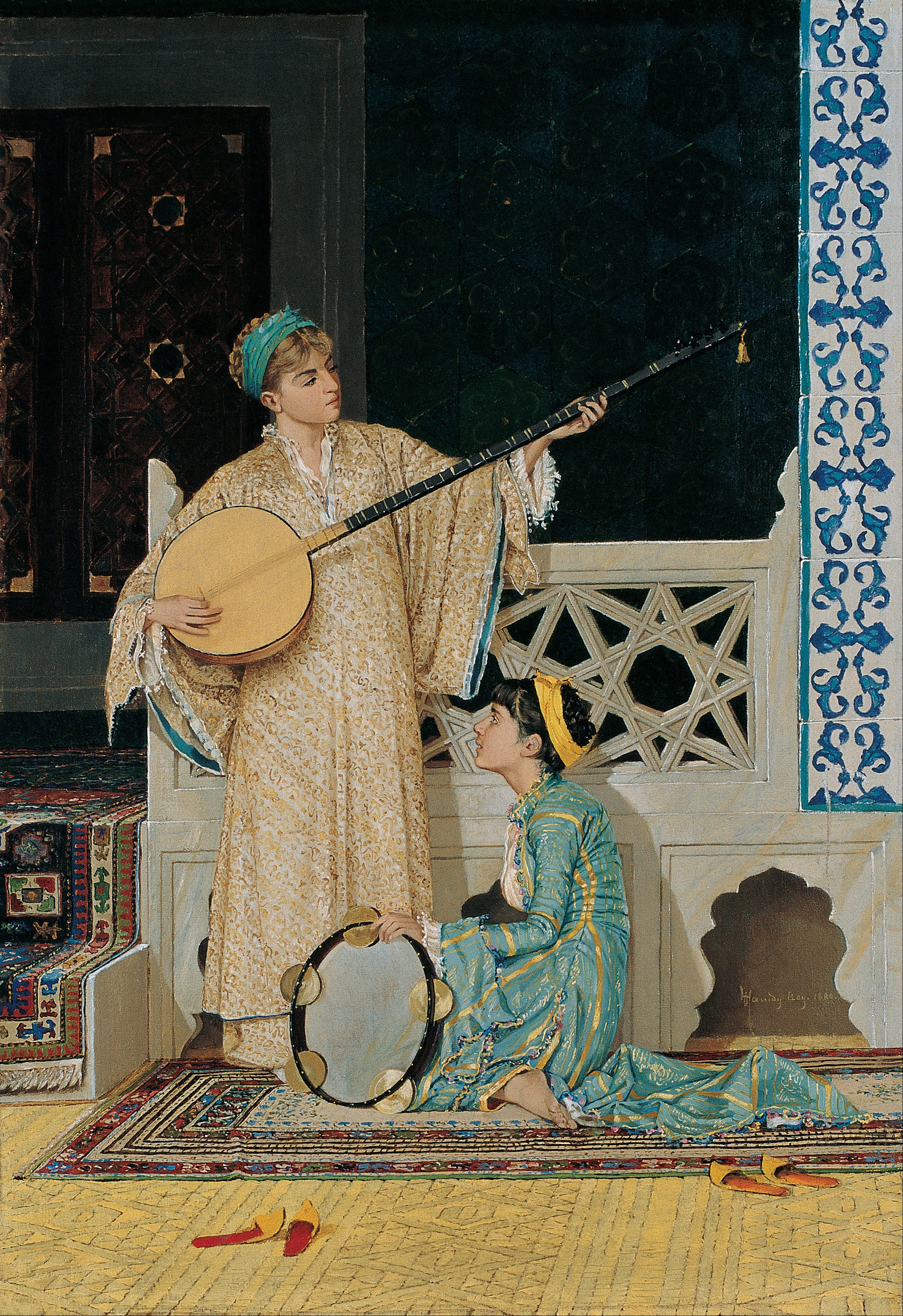
Girls Playing Music, 1880
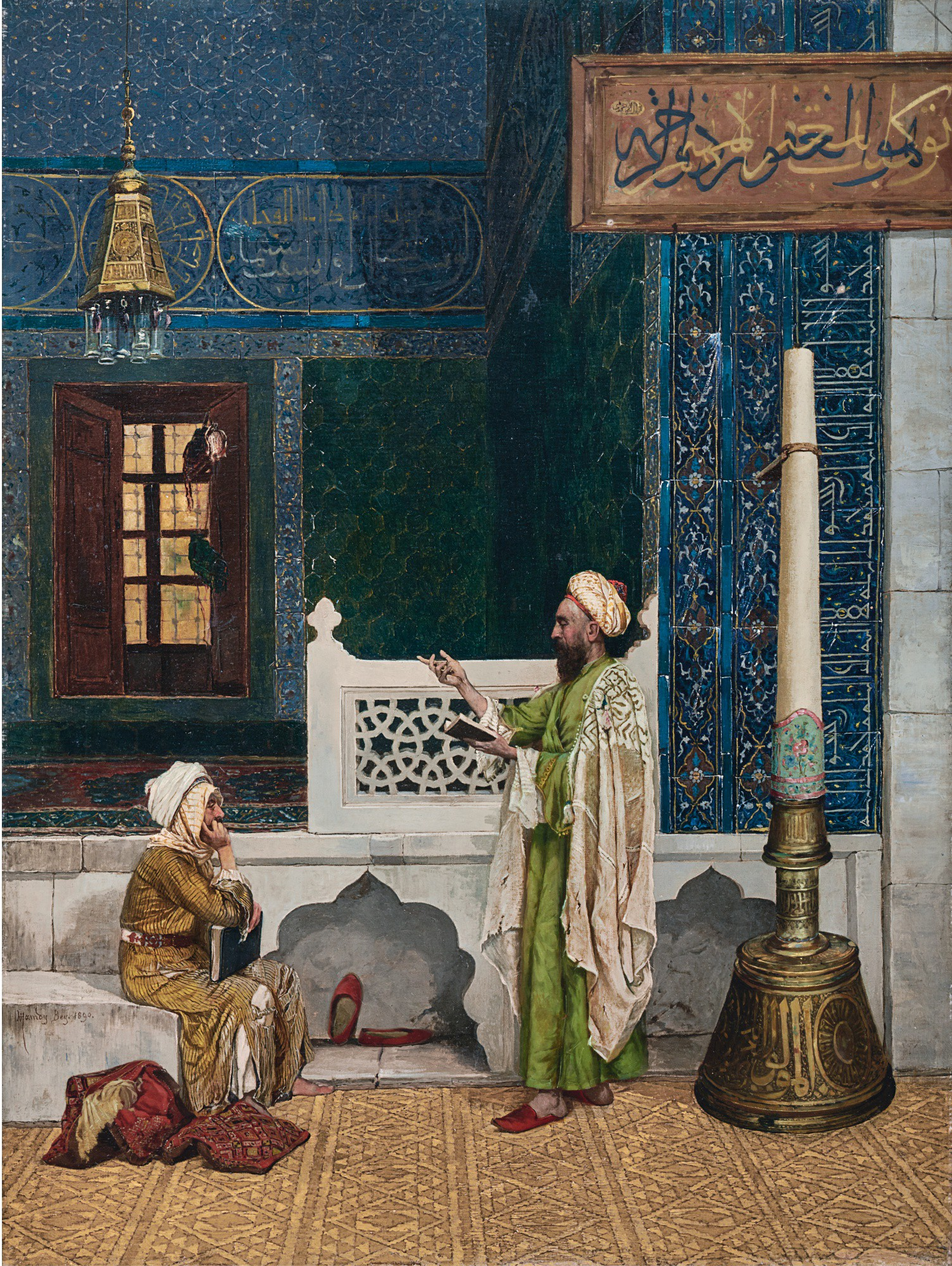
Green Mosque of Bursa, 1890

## Provenienz und Rezeption
Das Bild wurde 1990 vom TV-Unternehmer Erol Aksoy für 700.000 Dollar, dem damals höchsten Preis für ein Gemälde eines türkischen Künstlers, gekauft. Am 12. Dezember 2004 wurde es bei einer Versteigerung der beschlagnahmten Sammlung der 2001 insolventen İktisat Bank angeboten und erzielte einen Preis von umgerechnet rund 3,5 Millionen US-Dollar (5 Millionen Türkische Lira). Das Gemälde wurde in einem Bietergefecht mit dem İstanbul Modern von der Suna und Inan Kıraç Stiftung für ihr privat betriebenes Pera-Museum ersteigert. Im Jahr 2009 wurde aus Privatbesitz das zweite Bild in einer Ausstellung türkischer Malerei von 1860 bis 1930 gezeigt.
Die mediale Erregung, die mit dieser Gemäldeauktion und dem erzielten Preis einherging, übertrug sich auf die Öffentlichkeit, so dass in der Folge das Bildmotiv millionenfach reproduziert und verkauft und auch auf Alltagsgegenstände appliziert wurde. Heute wird das Bild als das berühmteste und ikonischste Gemälde der Türkei oder auch als „die türkische Mona Lisa“ bezeichnet.
Nach Ansicht des Historikers Edhem Eldem wird das Bild in der heutigen Türkei je nach der politischen Parteinahme des Betrachters verschieden interpretiert: Der türkische Traditionalist sehe in ihm die Schönheit und Würde des Osmanischen Reichs. Den neuen Kemalisten andererseits zeige das Bild, dass die Schildkröten, sprich die Traditionalisten, in die Modernität gezwungen werden müssen, für sie sei das Bild eine „Ikone des Stillstands“.